# Rosalie Plains
Rosalie Plains är en ort i Australien. Den ligger i kommunen Toowoomba och delstaten Queensland, omkring 130 kilometer väster om delstatshuvudstaden Brisbane.
Runt Rosalie Plains är det mycket glesbefolkat, med 4 invånare per kvadratkilometer.. Rosalie Plains är det största samhället i trakten.
I omgivningarna runt Rosalie Plains växer huvudsakligen savannskog. Genomsnittlig årsnederbörd är 938 millimeter. Den regnigaste månaden är januari, med i genomsnitt 193 mm nederbörd, och den torraste är september, med 30 mm nederbörd.